# Madridská kuchyně

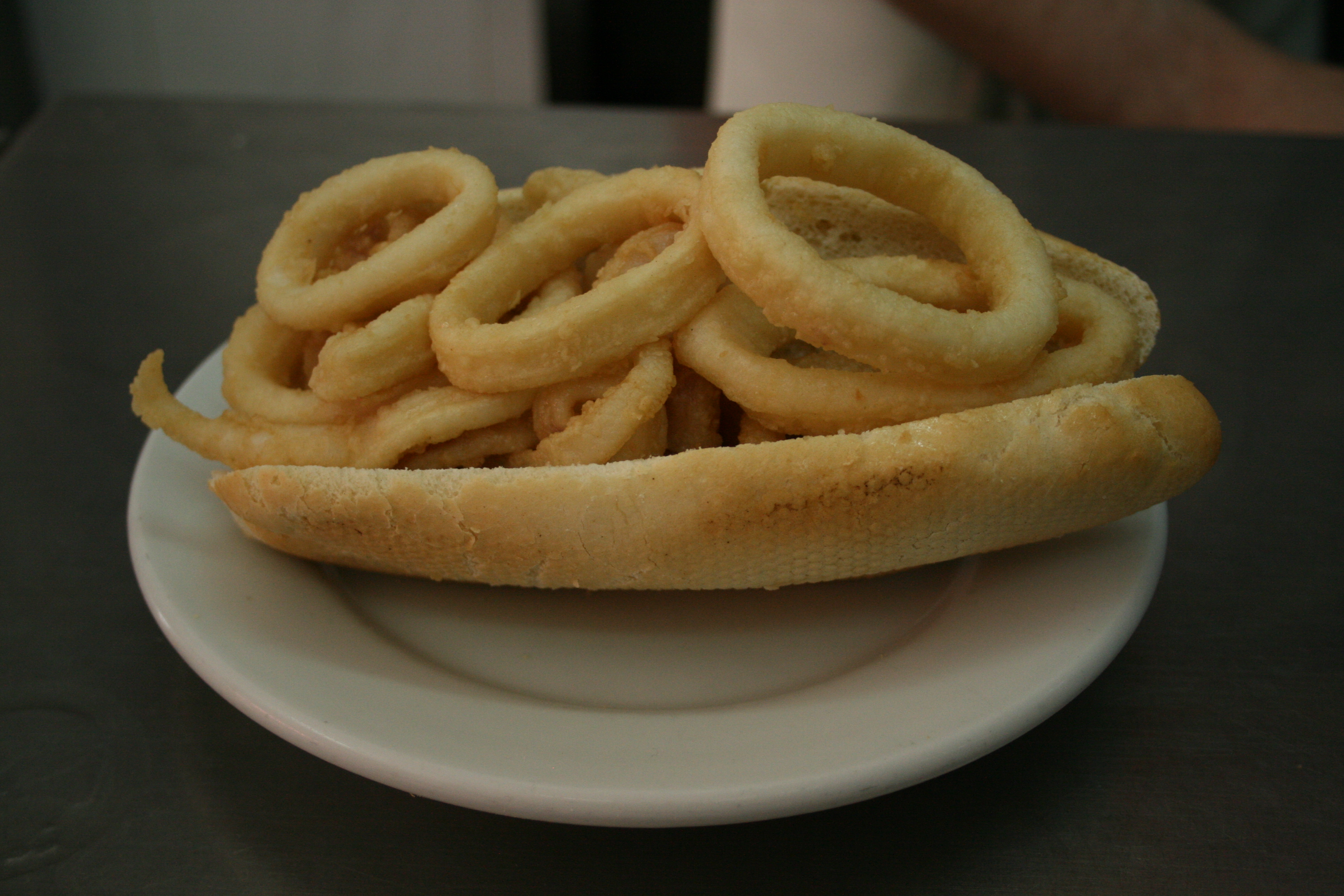
Bocadillo de calamares

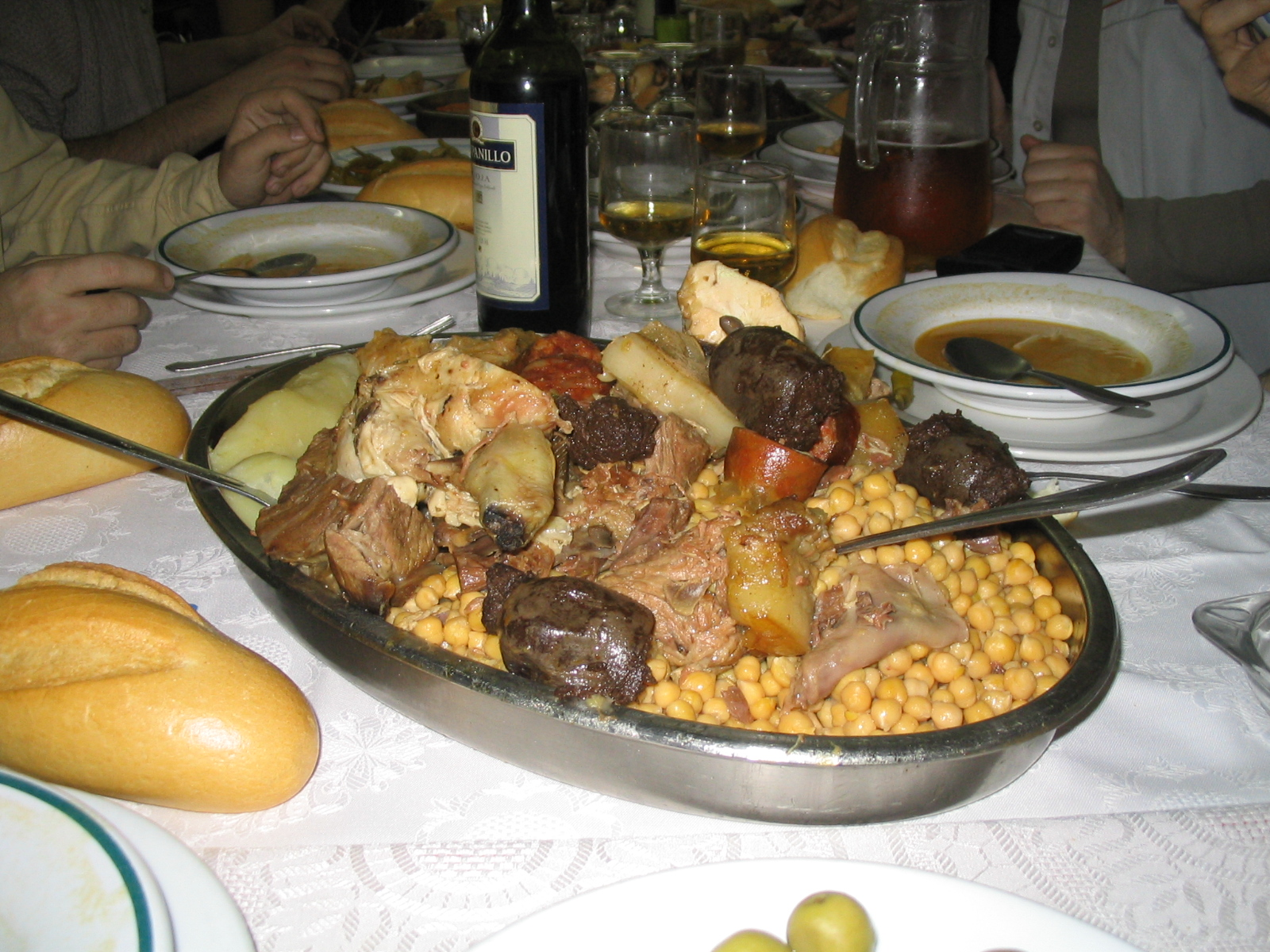
Cocido Madrileño

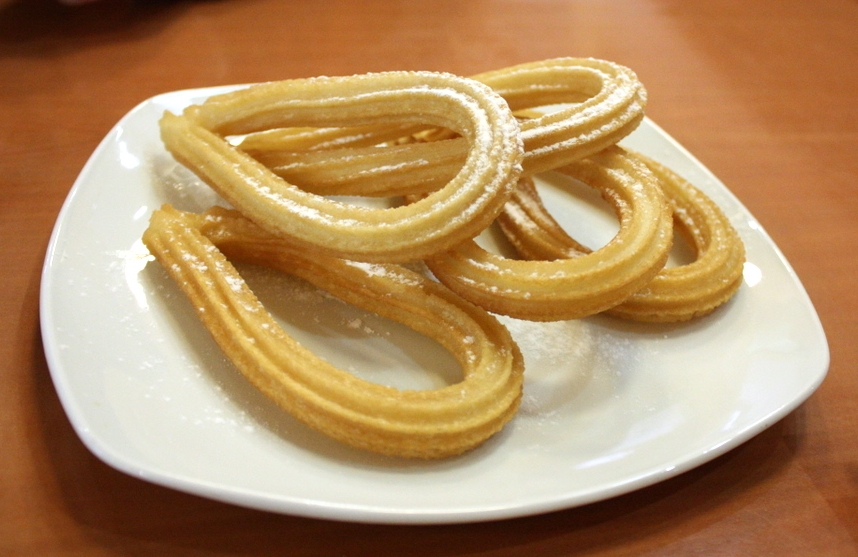
Churros

Madridská kuchyně (španělsky: Gastronomía de Madrid) je tradiční kuchyně španělského hlavního města Madridu. Vychází z vlivů z celého Španělska, protože během vlády Filipa II. Španělského se do Madridu nastěhovalo mnoho nových obyvatel. Madridská jídla jsou typicky smažena v rostlinném oleji.

## Příklady madridských pokrmů
- Bocadillo de calamares, sendvič plněný smaženými kousky sépie
- Cocido madrileño, pokrm z cizrny, masa a zeleniny
- Churros, smažené podlouhlé kousky z odpalovaného těsta
- Španělská tortilla, bramborová omeleta
- Patatas bravas, smažené brambory podávané s pikantní omáčkou
- Callos a la madrileña, pokrm z drštěk
- Oreja a la plancha, vařené vepřové ucho
- Buñuelo, smažené plněné sladké pečivo
- Česneková polévka[1]

## Příklady madridských nápojů
- Přímo v Madridu je pěstováno a vyráběno víno
- Anýzový likér